# Ipchains
Linux IP Firewalling Chains，一般稱為ipchains，一種自由軟體，在Linux內核2.2系列中運作，可用來作為封包過濾與防火牆功能之用。它被設計來取代舊有的ipfwadm，在Linux內核2.4系列中被iptables取代。